# Kongō Gumi
Kongō Gumi (in giapponese 株式会社金剛組?, Kabushiki Gaisha Kongō Gumi) è un'azienda giapponese che ha operato ininterrottamente per più di millequattrocento anni.

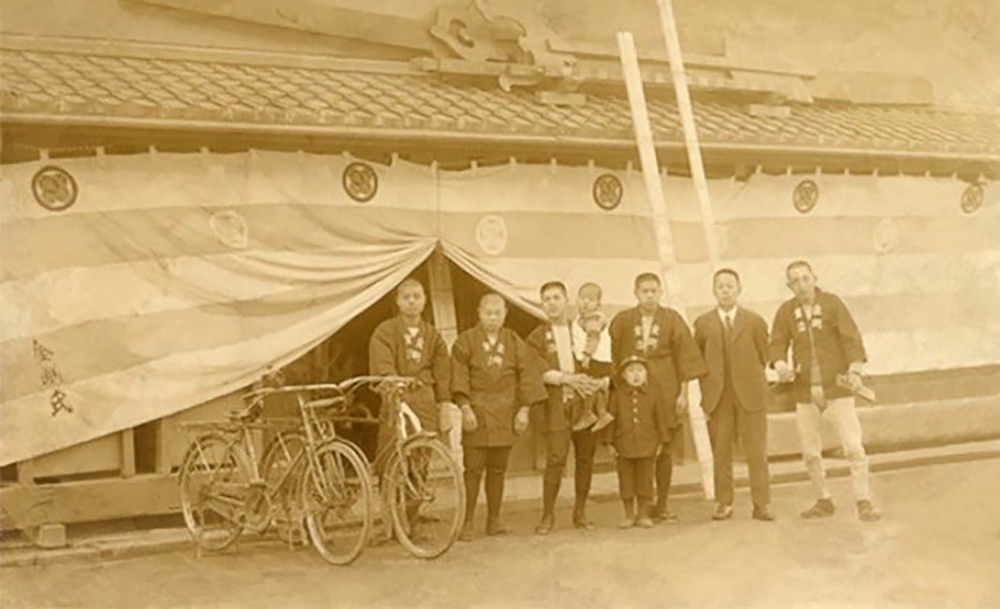
Dipendenti della ditta Kongō Gumi all'inizio del XX secolo.

Basata a Osaka, la ditta edile è posseduta da una famiglia la cui origine risale all'anno 578, quando il principe Shotoku portò membri della famiglia Kongō da Paekje, in Corea, in Giappone, per costruire il tempio buddista di Shitennō-ji, che esiste ancora ai nostri giorni.
Nel corso dei secoli Kongō Gumi ha partecipato alla costruzione di molti edifici famosi, tra i quali il castello di Osaka, Hōryū-ji nella prefettura di Nara, e Shitennō-ji.
Un rotolo di 10 piedi del XVII secolo ripercorre le 40 generazioni fin dalla partenza della ditta. Come per molte famiglie giapponesi, i generi spesso si univano al clan ed acquisivano il nome di famiglia Kongō.
Così, nel corso degli anni, la discendenza è passata sia attraverso i figli sia attraverso le figlie.
La ditta è entrata in crisi ed è stata liquidata nel gennaio del 2006. Le sue attività sono state acquistate dalla Takamatsu Corporation. Prima della sua liquidazione, la ditta aveva 100 dipendenti e un giro di affari di 7,5 miliardi di yen (70 milioni di dollari - dati del 2005); era ancora specializzata nella costruzione di templi buddisti. L'ultimo presidente è stato Masakazu Kongō, il quarantesimo Kongō a guidare la ditta. 
Kongō Gumi continua ad operare come una dipendenza controllata da Takamatsu.